# Eskilstuna Sharks

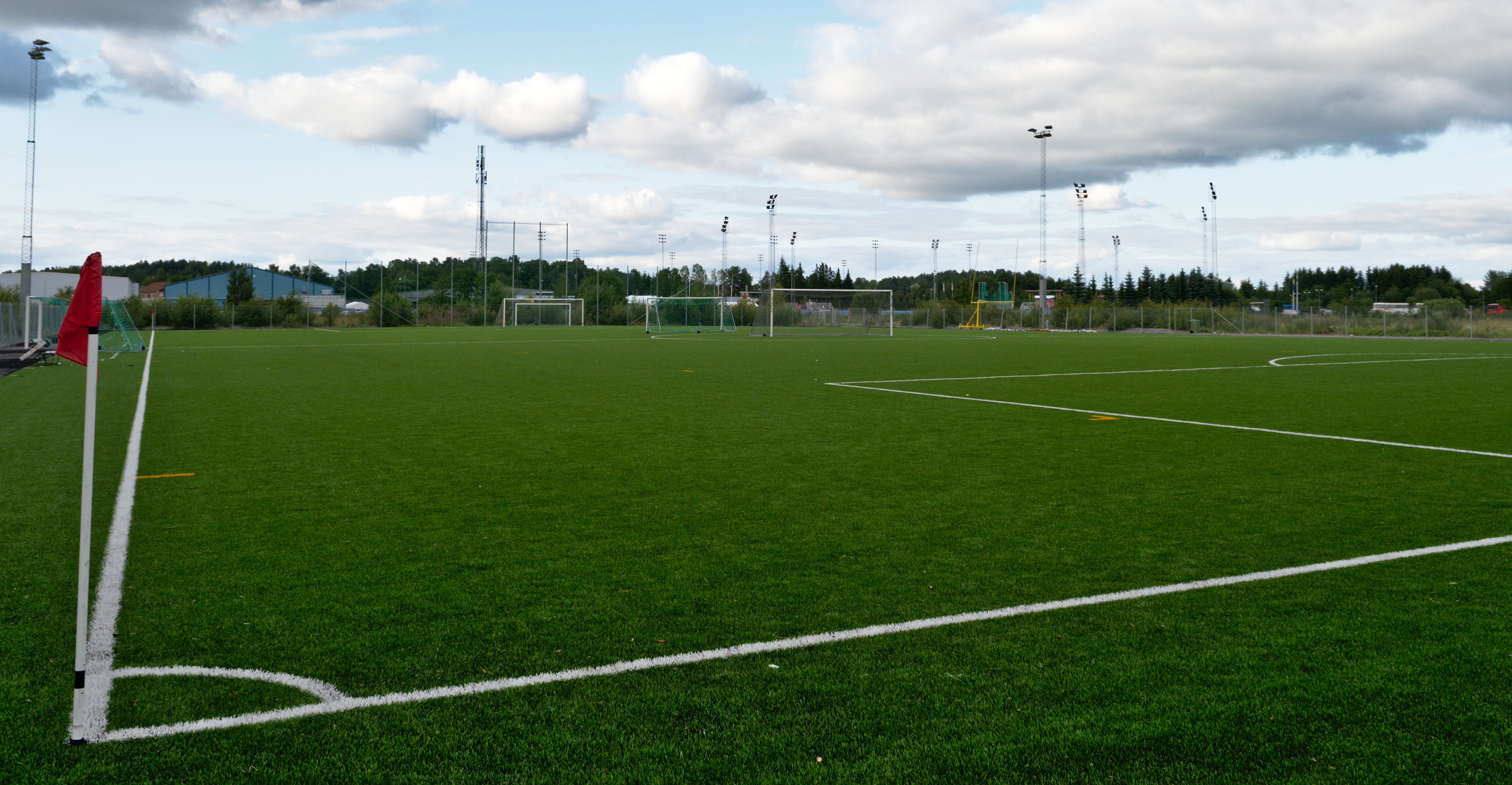
Ekängens konstgräsplan där Eskilstuna Sharks AFF spelar sina hemmamatcher.

Eskilstuna Sharks AFF är en förening från Eskilstuna som bildades år 2003. Hemmaarenan ligger på Ekängens IP. 
Från början var amerikansk fotboll klubbens enda fokus. En renodlad juniorförening och matcher spelades mellan åren 2004-2008. Laget har varit framgångsrikt i den årligt återkommande junior turneringen Dukes Tourney som de vunnit vid tre tillfällen, U16 (2006), U19 (2007-2008).
Första säsongen med ett seniorlag blev 2009 i dåvarande Division 2 Östra. Det gick över förväntan och man lyckades vinna fyra matcher och slutade på en femteplats av åtta lag. 2012 slutade seniorlaget på en tredje plats i sin Division 1 grupp. Seniorlaget lades ner 2013 efter ett stort spelartapp.
2013 startades ett flaggfotbollslag för att behålla seniorspelarna inom föreningen. 2014 deltog laget  för första gången i SM-slutspelet och tog ett brons.
2017 var första gången föreningen hade ett damlag i seriespel. Flaggfotbollsdamerna samarbetade med Avesta Bisons och tog brons i SM-slutspelet.
Föreningen har även haft en cheerleading sektion, men den är inte längre aktiv.

## Meriter
- Dukes Tourney vinnare U16 2006 - Amerikansk Fotboll Herr
- Dukes Tourney vinnare U19 2007 - Amerikansk Fotboll Herr
- Dukes Tourney vinnare U19 2008 - Amerikansk Fotboll Herr
- SM-brons 2014 - Flaggfotboll Herr
- SM-silver 2015 - Flaggfotboll Herr
- SM-silver 2016 - Flaggfotboll Herr
- SM-silver 2017 - Flaggfotboll Herr
- SM-brons 2017 - Flaggfotboll Dam